# Urmi
L'Urmi (in russo Урми́?; l'accento va sull'ultima sillaba) è un fiume dell'Estremo oriente russo che scorre nei rajon Verchnebureinskij e Chabarovskij del Territorio di Chabarovsk, e nel Smidovičskij rajon dell'Oblast' autonoma ebraica.

## Descrizione
Il fiume è il ramo sorgentizio di destra della Tunguska (bacino idrografico dell'Amur). Nasce dal versante meridionale dei monti Badžal'skij ad un'altitudine di circa 1 730 m; quindi scorre lungo la cresta Bureinskij e, nel corso inferiore, lungo il bassopiano del basso Amur. Si unisce con il fiume Kur (ramo sorgentizio di sinistra) dando origine alla Tunguska alcuni chilometri a valle dell'insediamento di Smidovič. Il fiume non incontra centri urbani di rilievo in tutto il suo corso. La lunghezza del fiume è di 458 km, l'area del bacino è di 15 000 km². L'Urmi è navigabile fino al villaggio di Tomskoe.
Il fiume, analogamente a molti fiumi del bacino dell'Amur, ha un regime caratterizzato da portate minime a fine inverno e massimi estive e autunnali, in dipendenza dalle abbondanti piogge che cadono in queste due stagioni.
I maggiori affluenti del fiume sono: Demkukan, Berendža, Bol'šoj In (da destra), Pačan, Synčuga, Kukan, Sozero (da sinistra).
Un grande giacimento di stagno (il deposito di Pravourmijskoe) si trova nella parte alta del fiume. Il fiume Urmi (nel corso inferiore) segna il confine amministrativo tra la regione autonoma ebraica (riva destra) e il territorio di Chabarovsk (riva sinistra).

## Fauna
Il fiume è popolato da pesci della sottofamiglia Thymallinae, inoltre da: luccio dell'Amur (Esox reicherti), Brachymystax lenox, salmone keta, ido, taimen, coregone, aspio, Silurus asotus.